# Алибаев, Оспан
Оспан Алибаев (каз. Оспан Әлібаев; 1908 год — 1971 год) — колхозник, старший чабан колхоза имени Карла Маркса Жана-Аркинского района Карагандинской области, Казахская ССР. Герой Социалистического Труда (1949).

## Биография
В 1936 году вступил в колхоз имени Карла Маркса Жана-Аркинского района.
После войны был назначен старшим чабаном. В зимний период 1948 года сохранил без потерь поголовье стада, в результате чего его трудовые показатели стали одними из самых высоких в Карагандинской области. За эти выдающиеся трудовые достижения был удостоен в 1949 году звания Героя Социалистического Труда.
В последующие годы получал в среднем по 120—125 ягнят от 100 овцематок. Позднее работал конюхом в этом же колхозе.
Скончался в 1971 году.

## Награды
- Герой Социалистического Труда — указом Президиума Верховного Совета СССР 12 июля 1949 года
- Орден Ленина